# József Prieszol
József Prieszol, né le 19 novembre 1942, à Budapest, en Hongrie, est un ancien joueur hongrois de basket-ball. Il évolue durant sa carrière au poste d'arrière.